# A55 (estrada)

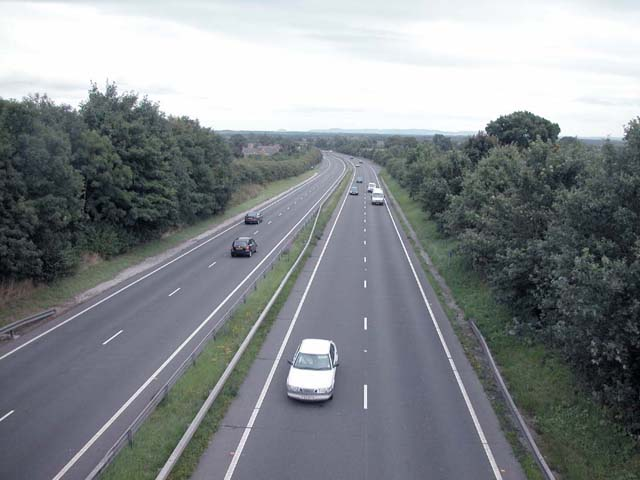
Estrada A55 em Warren Mountain.

A estrada A55, também conhecida como North Wales Expressway (Via Expressa do Norte de Gales), é uma importante via expressa da Grã-Bretanha. Por quase toda sua extensão é uma via primária de mão dupla, exceto no ponto onde atravessa a Ponte Britannia sobre o Estreito de Menai. Todos os entroncamentos possuem passagens de nível, exceto por dois giradores — um a leste de Penmaenmawr e um em Llanfairfechan. Originalmente, a estrada ia de Chester a Bangor mas em 2001 foi estendida paralelamente à estrada A5 para as docas de Holyhead. As melhorias feitas na estrada foram feitas parcialmente com fundos da União Europeia, sob o programa Trans-European Networks, visto que a via foi projetada como parte da Euroroute E-22 (Holyhead - Leeds - Amesterdão - Hamburgo - Malmö - Riga - Moscovo - Perm - Ecaterimburgo - Ishim).